# Peperomia mollis
Peperomia mollis är en pepparväxtart som beskrevs av Carl Sigismund Kunth. Peperomia mollis ingår i släktet peperomior, och familjen pepparväxter. Inga underarter finns listade i Catalogue of Life.